# Bjursjön, Västergötland
Bjursjön är en sjö i Karlsborgs kommun i Västergötland och ingår i Motala ströms huvudavrinningsområde.